# 泉徳治
- 泉徳治
- 泉德治

泉 德治（いずみ とくじ、1939年 - ）は、日本の弁護士（TMI総合法律事務所顧問）。福井県朝日町（現：越前町）出身。2002年11月6日から2009年1月24日まで、裁判官から最高裁判所判事となる。退官後は弁護士となる。弁護士登録上の表記は泉 徳治。2010年秋の叙勲で旭日大綬章受章。

## 略歴
- 1957年 福井県立丹生高等学校卒業[3]
- 1961年 京都大学法学部卒業、司法修習生
- 1963年 東京地方・家庭裁判所判事補
- 1970年 ハーバード・ロー・スクール修了 (LL.M.)
- 1973年 金沢地方・家庭裁判所判事
- 1975年 最高裁判所事務総局人事局任用課長
- 1979年 東京地方裁判所判事
- 1982年 東京地方裁判所判事部総括
- 1983年 最高裁判所調査官
- 1986年 最高裁判所事務総局秘書課長兼広報課長
- 1988年 最高裁判所事務総局民事局長兼行政局長
- 1990年 最高裁判所事務総局人事局長
- 1994年 最高裁判所事務次長
- 1995年 浦和地方裁判所（現：さいたま地方裁判所）所長
- 1996年 最高裁判所事務総長
- 2000年 東京高等裁判所長官
- 2002年11月6日 最高裁判所判事
- 2009年
  - 1月24日 最高裁判所判事定年退官
  - 弁護士登録（東京弁護士会）、TMI総合法律事務所顧問

## 判決
補足意見を含め個別意見を36件書いており、そのうち反対意見は25件ある。

### 多数意見
- 婚外子国籍訴訟（2008年6月4日大法廷判決）

### 反対意見
- 東京都管理職選考試験事件(2005年1月26日大法廷判決）
- 在外日本人選挙権訴訟（2005年9月14日大法廷判決）で国家賠償請求を認めることに反対
- 藤沢郵便局失職撤回訴訟（2007年12月13日第一小法廷判決）で原告の失職を認めることに反対
- 2005年9月11日において行われた衆議院総選挙の小選挙区の区割規定は憲法14条1項等に反する
- 衆議院議員小選挙区選出議員選挙について候補者届出政党所属候補者と無所属候補者に対する選挙運動の差異を設けることは憲法14条1項等に反する

## 主張
- 「婚姻で姓の変更を強制するのは、自分らしく生きるという人格権の否定につながる」と指摘し、選択的夫婦別姓制度導入に賛同する[5]。

- 2013年6月の東京都議選は一票の価値が不平等だったとして違法、違憲として、東京都選挙管理委員会に対し、居住地の練馬区選挙区の選挙無効を求める訴えを東京高裁に起こした[6]。